# Angelo Felice Capelli
 (janvier 2024).
Pour les articles homonymes, voir Capelli.

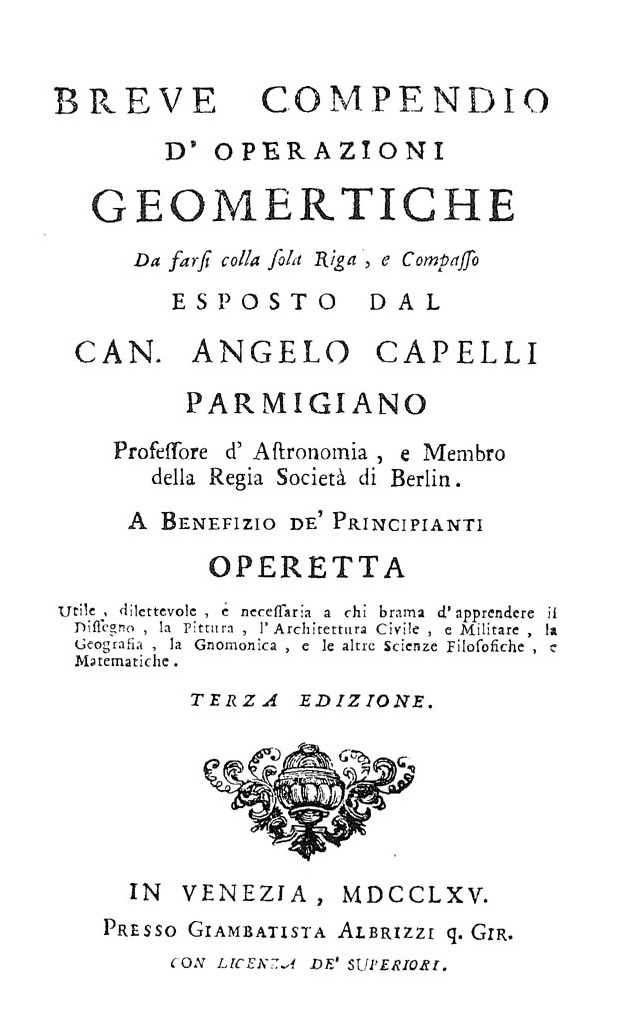
Breve compendio d'operazioni geometriche, 1765

Angelo Felice Capelli, né le 2 novembre 1681 à Parme et mort le 16 novembre 1749 à Ceneda, est un mathématicien et astronome italien.

## Œuvres
- (la) Astrosophia numerica, vol. 1, Venise, Antonio Mora, 1733 (lire en ligne)
- (la) Astrosophia numerica, vol. 2, Venise, Antonio Mora, 1736 (lire en ligne)
- (la) Astrosophia numerica, vol. 3, Venise, Antonio Mora, 1737 (lire en ligne)
- (it) Breve compendio d'operazioni geometriche da farsi colla sola riga, e compasso, Venise, Giovanni Battista Albrizzi, 1765 (1re éd. 1741) (lire en ligne)